# Genoa Open Challenger 2014
Il Genoa Open Challenger 2014 è stato un torneo di tennis facente parte della categoria ATP Challenger Tour nell'ambito dell'ATP Challenger Tour 2014. Si è giocato a Genova in Italia dall'1 al 7 settembre 2014 su campi in terra rossa e aveva un montepremi di €85,000+H.

## Partecipanti singolare

### Teste di serie
| Nazionalità          | Giocatore            | Ranking* | Testa di serie |
| -------------------- | -------------------- | -------- | -------------- |
| Spagna               | Albert Ramos Viñolas | 95       | 1              |
| Germania             | Dustin Brown         | 97       | 2              |
| Francia              | Benoît Paire         | 98       | 3              |
| Spagna               | Albert Montañés      | 114      | 4              |
| Germania             | Andreas Beck         | 115      | 5              |
| Bosnia ed Erzegovina | Damir Džumhur        | 119      | 6              |
| Slovenia             | Aljaž Bedene         | 133      | 7              |
| Portogallo           | Gastão Elias         | 142      | 8              |

- Ranking al 25 agosto 2014.

### Altri partecipanti
Giocatori che hanno ricevuto una wild card:
- Francesco Picco
- Gianluca Mager
- Alessandro Giannessi
- Matteo Trevisan

Giocatori che sono passati dalle qualificazioni:
- Gianluca Naso
- Jozef Kovalík
- Adelchi Virgili
- Viktor Galović

Giocatori che hanno ricevuto un entry come alternate:
- Mate Delić
- Uladzimir Ihnacik

## Vincitori

### Singolare
Albert Ramos Viñolas ha battuto in finale  Mate Delić con il punteggio di 6–1, 7–5.

### Doppio
Daniele Bracciali /  Potito Starace hanno battuto in finale  Frank Moser /  Alexander Satschko con il punteggio di 6–3, 6–4.